# Нови Кнежевац
Нови Кнежевац је градско насеље и седиште истоимене општине у Севернобанатском округу. Према попису из 2022. било је 5.688 становника.

## Називи
Нови Кнежевац је познат по још неким називима на другим језицима: мађ. Törökkanizsa,  , рум. Noul Cnezat. Раније се званично звао Нова Кањижа или Турска Кањижа.

## Прошлост
Аустријски царски ревизор Ерлер је 1774. године констатовао да место Јозефова припада Тамишком округу Чанадског дистрикта. Становништво је било српско.
Кањижа је 1764. године била православна парохија Чанадског протопрезвитерата.
Аустријски царски ревизор Ерлер је 1774. године констатовао да се место Кањижа налази у Тамишком округу Чанадског дистрикта. Ту су се налазили подуправни подуред, поштанска камбијатура и царинарница а становништво је претежно српско. Када је 1797. године пописан православни клир ту су била два свештеника. Пароси, поп Теодор Костић (рукоп. 1760) и поп Григорије Кнежевић (1772) служили су се само српским језиком.
Године 1809. јавља се као претплатник једне српске књиге спахија Георгије Сервијски "от Кањиже". Током 19. века поседник "Турске Кањиже" био је Господар Георгије Сервијски. Њему је посвећена књига "Опадници" од Коцебуа, српски превод из 1840. године. Овде постоји Капела Сервијски у Новом Кнежевцу.
Соколски дом је изграђен 1937. године.
Током 2023. године у Новом Кнежевцу је одлуком власти преименован велики број назива улица, како би се уклонила имена улица дата по комунистима, што је председник општине образложио становиштем да су комунисти починили веће злочине и од окупатора. Укупно су промењени називи 44 улице.

## Демографија
У насељу Нови Кнежевац живи 6.083 пунолетна становника, а просечна старост становништва износи 39,8 година (38,1 код мушкараца и 41,3 код жена). У насељу има 2.780 домаћинстава, а просечан број чланова по домаћинству је 2,50.
Становништво у овом насељу је хетерогено, а у последња три пописа, примећен је пад у броју становника.
|  |

| Демографија | Демографија | Демографија |
| Година      | Становника  | Становника  |
| ----------- | ----------- | ----------- |
| 1948.       | 7.246       |             |
| 1953.       | 7.784       |             |
| 1961.       | 8.235       |             |
| 1971.       | 8.134       |             |
| 1981.       | 8.166       |             |
| 1991.       | 8.062       | 7.892       |
| 2002.       | 7.581       | 7.827       |
| 2011.       | 6.960       |             |
| 2022.       | 5.688       |             |

| Етнички састав према попису из 2011.‍ | Етнички састав према попису из 2011.‍ | Етнички састав према попису из 2011.‍ | Етнички састав према попису из 2011.‍ | Етнички састав према попису из 2011.‍ |
| ------------------------------------ | ------------------------------------ | ------------------------------------ | ------------------------------------ | ------------------------------------ |
|                                      |                                      |                                      |                                      |                                      |
| Срби                                 | Срби                                 |                                      | 3.990                                | 57,32%                               |
| Мађари                               | Мађари                               |                                      | 2.355                                | 33,83%                               |
| Роми                                 | Роми                                 |                                      | 142                                  | 2,04%                                |
| Хрвати                               | Хрвати                               |                                      | 45                                   | 0,64%                                |
| Југословени                          | Југословени                          |                                      | 26                                   | 0,37%                                |
| Црногорци                            | Црногорци                            |                                      | 24                                   | 0,34%                                |
| Македонци                            | Македонци                            |                                      | 16                                   | 0,23%                                |
| Албанци                              | Албанци                              |                                      | 12                                   | 0,17%                                |
| Немци                                | Немци                                |                                      | 10                                   | 0,14%                                |
| Словаци                              | Словаци                              |                                      | 6                                    | 0,08%                                |
| Буњевци                              | Буњевци                              |                                      | 5                                    | 0,05%                                |
| Муслимани                            | Муслимани                            |                                      | 5                                    | 0,05%                                |
| Словенци                             | Словенци                             |                                      | 5                                    | 0,05%                                |
| Руси                                 | Руси                                 |                                      | 3                                    | 0,04%                                |
| Украјинци                            | Украјинци                            |                                      | 3                                    | 0,04%                                |
| Власи                                | Власи                                |                                      | 1                                    | 0,01%                                |
| остали                               | остали                               |                                      | 19                                   | 0,10%                                |
| Регионална припадност                | Регионална припадност                |                                      | 69                                   | 0,99%                                |
| неизјашњени                          | неизјашњени                          |                                      | 204                                  | 2,93%                                |
| непознато                            | непознато                            |                                      | 33                                   | 0,47%                                |
| укупно: 6.960                        |                                      |                                      |                                      |                                      |

| Година пописа     | 1948. | 1953. | 1961. | 1971. | 1981. | 1991. | 2002. |
| ----------------- | ----- | ----- | ----- | ----- | ----- | ----- | ----- |
| Број домаћинстава | 2.214 | 2.454 | 2.612 | 2.734 | 2.854 | 2.862 | 2.780 |

| Број чланова      | 1   | 2   | 3   | 4   | 5   | 6  | 7  | 8 | 9 | 10 и више | Просек |
| ----------------- | --- | --- | --- | --- | --- | -- | -- | - | - | --------- | ------ |
| Број домаћинстава | 635 | 724 | 544 | 653 | 164 | 44 | 10 | 2 | 3 | 1         | 2,71   |

| Пол    | Укупно | Неожењен/Неудата | Ожењен/Удата | Удовац/Удовица | Разведен/Разведена | Непознато |
| ------ | ------ | ---------------- | ------------ | -------------- | ------------------ | --------- |
| Мушки  | 3.071  | 979              | 1.840        | 132            | 117                | 3         |
| Женски | 3.345  | 696              | 1.844        | 623            | 174                | 8         |
| УКУПНО | 6.416  | 1.675            | 3.684        | 755            | 291                | 11        |

| Пол    | Укупно                    | Пољопривреда, лов и шумарство | Рибарство                            | Вађење руде и камена | Прерађивачка индустрија       |
| ------ | ------------------------- | ----------------------------- | ------------------------------------ | -------------------- | ----------------------------- |
| Мушки  | 1.611                     | 369                           | 14                                   | 3                    | 557                           |
| Женски | 1.270                     | 127                           | 2                                    | 0                    | 374                           |
| УКУПНО | 2.881                     | 496                           | 16                                   | 3                    | 931                           |
| Пол    | Производња и снабдевање   | Грађевинарство                | Трговина                             | Хотели и ресторани   | Саобраћај, складиштење и везе |
| Мушки  | 37                        | 75                            | 166                                  | 27                   | 85                            |
| Женски | 8                         | 11                            | 182                                  | 33                   | 31                            |
| УКУПНО | 45                        | 86                            | 348                                  | 60                   | 116                           |
| Пол    | Финансијско посредовање   | Некретнине                    | Државна управа и одбрана             | Образовање           | Здравствени и социјални рад   |
| Мушки  | 12                        | 27                            | 102                                  | 32                   | 75                            |
| Женски | 37                        | 14                            | 71                                   | 89                   | 261                           |
| УКУПНО | 49                        | 41                            | 173                                  | 121                  | 336                           |
| Пол    | Остале услужне активности | Приватна домаћинства          | Екстериторијалне организације и тела | Непознато            | Непознато                     |
| Мушки  | 21                        | 0                             | 1                                    | 8                    | 8                             |
| Женски | 20                        | 1                             | 0                                    | 9                    | 9                             |
| УКУПНО | 41                        | 1                             | 1                                    | 17                   | 17                            |

## Галерија
- Православна црква Св. арханђела Михајла и Гаврила
- Православна црква Св. арханђела Михајла и Гаврила
- Католичка црква.
- Дворац породице Сервијски
- Железничка станица
- Центар